# Millenario della Russia

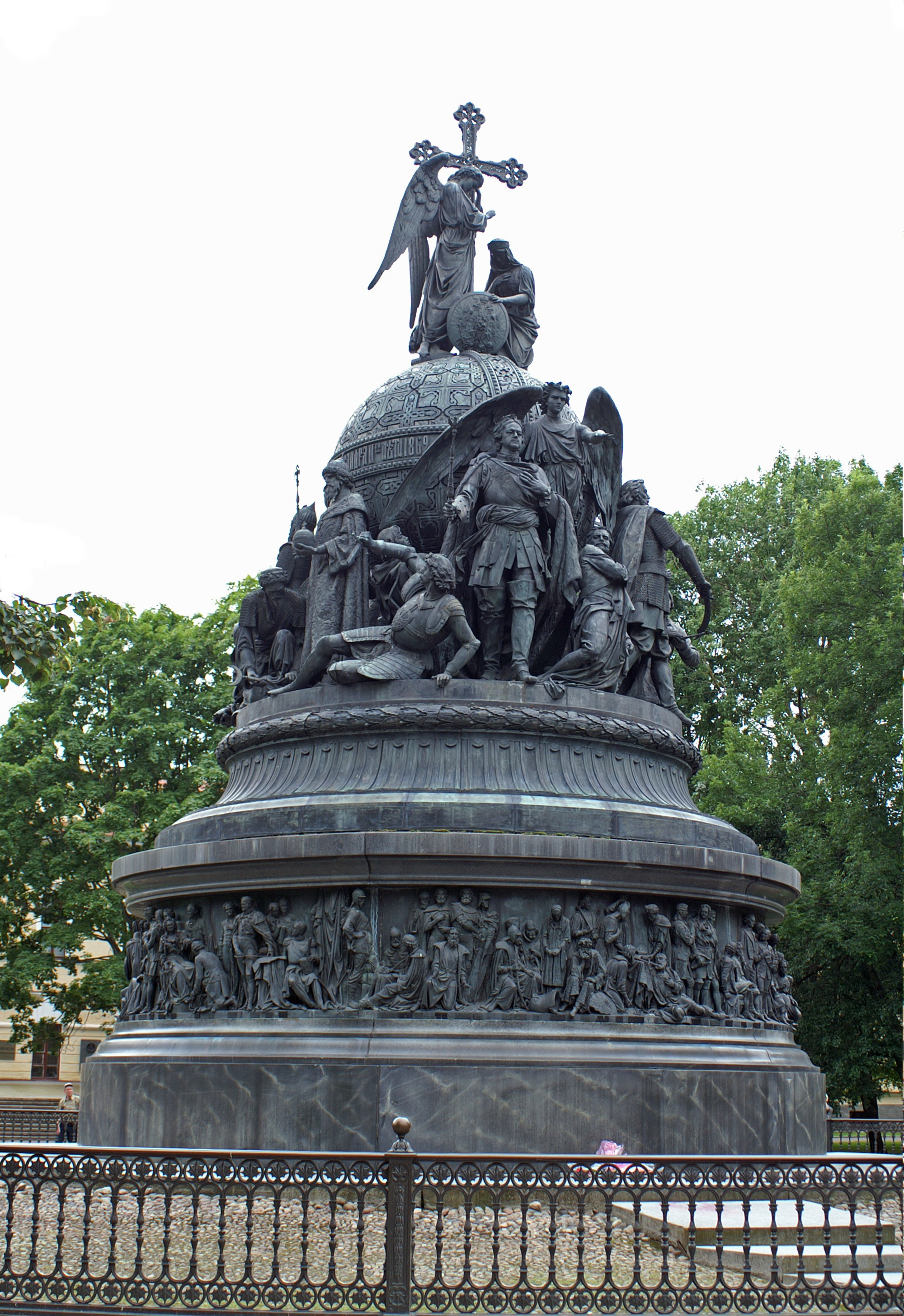
Monumento del Millennio della Russia a Novgorod, 2005

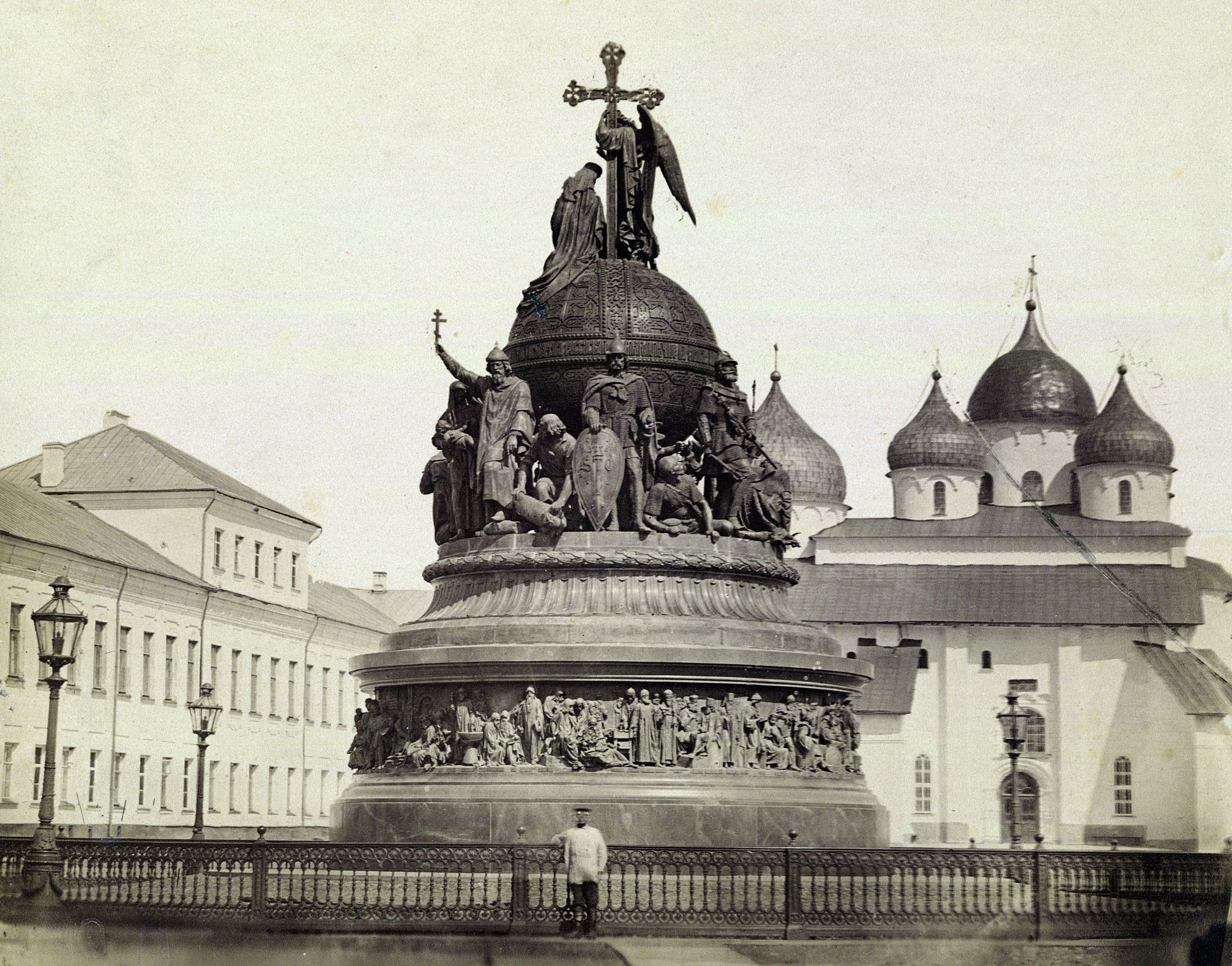
Il Millenario della Russia (1862), con la Cattedrale di Santa Sofia sullo sfondo. La fila superiore di personaggi è fusa a tuttotondo, mentre la fascia inferiore è in rilievo.

Il Millenario della Russia (in russo Тысячелетие России?) è un monumento in bronzo posto all'interno del Cremlino di Velikij Novgorod. Fu eretto nel 1862 per celebrare i mille anni dall'arrivo di Rjurik a Novgorod, l'evento tradizionalmente considerato come il punto di partenza della storia russa.

## Storia dell'opera
Nel 1859 venne indetto il concorso per la progettazione dell'opera, del quale furono dichiarati vincitori l'architetto Viktor Hartmann e l'artista Michail Mikešin. I disegni di Mikešin suggerivano una grandiosa campana, alta 15 m, coronata da una croce, simbolo del potere dello Zar. La campana sarebbe poi stata decorata con diversi livelli di sculture rappresentanti monarchi, ecclesiasti, generali ed artisti russi attivi nel corso dei secoli della storia della nazione. Mikešin non era uno scultore, sicché la realizzazione delle 129 statue che compongono il monumento fu affidata ai principali scultori russi dell'epoca, tra cui l'amico Ivan Schroeder e il già all'epoca celebre Aleksandr Opekušin.

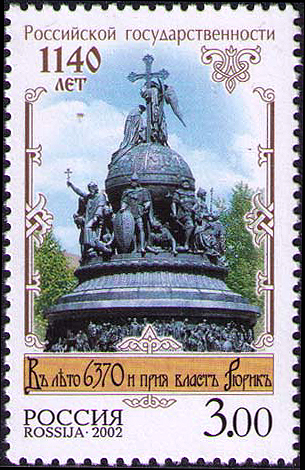
Francobollo russo che celebra il 1140simo Anniversario della Fondazione della Russia (2002).

Cosa piuttosto insolita per un monumento ufficiale, gli zar ed i comandanti vennero raffigurati spalla a spalla con sedici eminenti personalità della cultura russa tra cui Michail Lomonosov, Aleksandr Puškin, Michail Lermontov, Nikolaj Gogol', Karl Brjullov e Michail Glinka. Tra i grandi sovrani russi, spicca l'assenza di Ivan il Terribile dal monumento, a causa del ruolo da lui svolto durante il sacco di Novgorod del 1570 ed il conseguente massacro da parte dell'Opričnina. Insieme ai principi moscoviti sono invece presenti i Granduchi di Lituania medievali Gediminas e Vitoldo, che regnarono sugli Slavi orientali nelle terre delle attuali Bielorussia e Ucraina.

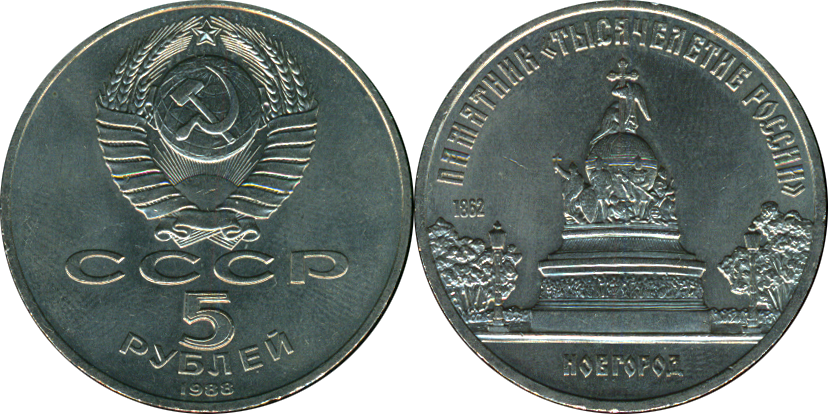
Moneta celebrativa coniata in URSS nel 1988.

Si trattò del più costoso monumento mai eretto in Russia all'epoca, essendo costato 400.000 rubli, la maggior parte dei quali raccolti tramite pubbliche sottoscrizioni. Al fine di provvedere ad un adeguato piedistallo per l'imponente scultura, sedici blocchi di granito di Sortavala furono portati in città, ognuno del peso di oltre 35 t. Il monumento bronzeo pesa 65 t.
All'epoca dell'inaugurazione numerosi critici d'arte evidenziarono un sovraccarico figurativo nel gruppo statuario. I suoi sostenitori invece ricondussero il disegno di Mikešin alla configurazione medievale del Cremlino di Novgorod ed alla sintonia con la grandiosità e la verticalità della vicina Cattedrale di Santa Sofia.
Durante la Seconda guerra mondiale i nazisti smantellarono il monumento al fine di trasferirlo in Germania. L'Armata Rossa riuscì però a riprendere per tempo il controllo sulla città, ed il monumento venne restituito alla cittadinanza già durante il 1944. Nel 1988 una moneta da 5 rubli dell'allora Unione Sovietica fu coniata per commemorare il monumento.